# La Femme sauvage
Pour le film muet de Howard Higgin, voir La Femme sauvage (film, 1926).
Pour plus de détails, voir Fiche technique et Distribution.
La Femme sauvage (Wild Women) est un film muet américain, réalisé par John Ford, sorti en 1918.

## Synopsis
Après un rodéo, Cheyenne Harry et ses compagnons entrent dans un bar où se produisent des danseuses d'Honolulu. Après avoir consommé de nombreux cocktails, ils s'endorment et rêvent qu'ils se trouvent sur une île du Pacifique...

## Fiche technique
Source : Silent Era, sauf mention contraire
- Titre : La Femme sauvage
- Titre original : Wild Women
- Réalisation : John Ford[1]
- Scénario : George Hively, d'après une histoire de Harry Carey et de John Ford[1]
- Photographie : John W. Brown et Ben F. Reynolds
- Producteur : Harry Carey
- Société de production : The Universal Film Manufacturing Company
- Société de distribution : The Universal Film Manufacturing Company
- Pays de production :  États-Unis
- Langue : anglais
- Format : Noir et blanc - 1,37:1 - Film muet
- Genre : comédie, western
- Longueur : 5 bobines[2]
- Date de sortie :
  - États-Unis : 25 février 1918

## Distribution
- Harry Carey : Cheyenne Harry
- Molly Malone : la princesse
- Martha Mattox : la reine
- Ed Jones : Pelon
- Vester Pegg : Pegg
- E.Van Beaver : le boss
- Wilton Taylor : « Slugger » Joe

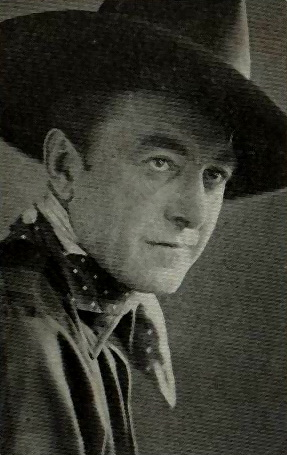
Harry Carey en 1919
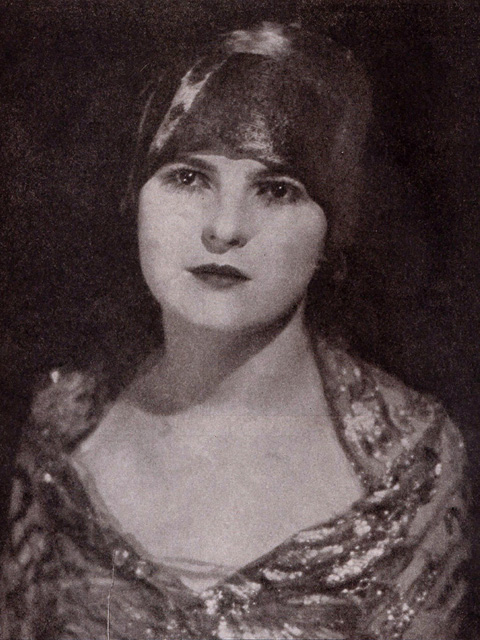
Molly Malone

## Autour du film
- C'est le douzième film réalisé par le cinéaste, qui retrouve Harry Carey (dont il est l'un des metteurs en scène attitrés à cette époque) dans son personnage habituel, le cow-boy « Cheyenne Harry ».
- Le film est considéré comme perdu.